# 何启东 (秦皇岛)
何启东，中华人民共和国政治人物、全国脱贫攻坚先进个人。

## 生平
何启东任秦皇岛市旅游和文化广电局文化市场综合行政执法局一级主任科员。2018年5月，秦皇岛市旅游和文化广电局第二批扶贫工作队进驻吉利峪村，何启东为驻村工作队队长兼第一书记，任内推动板栗、北苍术种植，成功帮助当地民众脱贫致富。2019年，何启东被评为“河北省扶贫脱贫优秀驻村第一书记”；2020年，何启东荣获河北省“脱贫攻坚创新奖”、“最美秦皇岛人——最美驻村干部”等荣誉，并代表秦皇岛参加了河北省脱贫攻坚一线群英代表记者见面会。
因在脱贫攻坚战中作出突出贡献，2021年2月25日全国脱贫攻坚总结表彰大会上，何启东被授予“全国脱贫攻坚先进个人”。